# Selenops kruegeri
Selenops kruegeri är en spindelart som beskrevs av Lawrence 1940. Selenops kruegeri ingår i släktet Selenops och familjen Selenopidae. Inga underarter finns listade i Catalogue of Life.